# Дилитий (Звёздный путь)
Дилитий (англ. Dilithium) — вымышленный материал во франшизе «Звёздный путь», который служит контролирующим агентом в материи-антиматерии. В сериале «Звёздный путь: Оригинальный сериал» кристаллы дилития были редкостью и не могли быть воспроизведены, что делало их поиск повторяющимся элементом сюжета. В Периодической таблице, показанной в сериале «Звёздный путь: Следующее поколение», дилитий имеет атомный номер 87, который на самом деле принадлежит францию, и химический символ Dt.
На самом деле дилитий (Li2) представляет собой молекулу, ковалентно связанную атомами лития, которая существует в природе в виде газообразного лития.
Дилитий изображается как ценный, чрезвычайно твердый кристаллический минерал, встречающийся в природе на некоторых планетах.

## Использование
Вымышленные свойства материала в руководстве для авторов руководства «Звёздный путь: Следующее поколение. Технологическое руководство» (1991) объясняют, что он уникально подходит для содержания и регулирования реакции аннигиляции материи и антиматерии в варп-ядре космического корабля: В электромагнитном поле в кристаллической структуре дилития индуцируются вихревые токи, которые удерживают заряженные частицы от кристаллической решетки. Это предотвращает его контакт с антиматерией, когда она так заряжена, и, следовательно, никогда не аннигилирует, потому что частицы антиматерии никогда её не касаются.
В «Оригинальном сериале» кристаллы дилития были редкостью, а кристаллы, сделанные репликатором, не годились для использования в варп-двигателях. Таким образом, сюжетные линии, основанные на потребности в природных кристаллах дилития для межзвёздных путешествий — так же, как и в реальных эквивалентах, таких как нефть, — сделали залежи этого материала предметом серьёзных споров между вымышленными фракциями в историях, и поэтому кристаллы дилития использовались авторами, чтобы представить межзвёздный конфликт больше, чем все другие причины вместе взятые.
Как показано в сериале, потоки материи (газообразный дейтерий) и антиматерии (антидейтерий), направленные в кристаллизовавшийся дилитий, неуравновешены — обычно в потоке гораздо больше материи, чем антиматерии. Реакция аннигиляции нагревает избыток газообразного дейтерия, который производит плазму для гондолы (гондол) и позволяет двигаться быстрее света. Кроме того, съемочные площадки, представляющие подпольные пространства для внутренней работы звездолётов, как правило, изображаются рядом с трубопроводами «EPS», по которым плазма направляется во внутренние системы критически важных кораблей.

## Вымышленные свойства
Дилитий является членом так называемой «гиперзвуковой» серии элементов, согласно вымышленному графику периодической таблицы, представленному в сериалах «Звёздный путь: Следующее поколение» и «Звёздный путь: Глубокий космос 9» (1993—1999 гг.). Вымышленные пользователи подозревают, что этот материал существует в большем количестве измерений, чем обычные три + одно измерение пространства-времени, и что это каким-то образом связано с его нетрадиционными или парадоксальными свойствами.
Минеральная структура дилития представляет собой гептоферранид 2(5)6 дилития 2(:)l диаллосиликата 1:9:1, согласно руководству авторов.
Что касается вымышленной технологии репликации, используемой в качестве фона для вселенной «Звёздный путь», хотя искусственные кристаллы низкого качества могут быть выращены или воспроизведены, синтетические кристаллы дилития могут регулировать только ограниченное количество энергии без фрагментации и в значительной степени не подходят для использования в варп-двигателе.

### Комментарии
1. ↑  Предположительно, если бы неконтролируемое количество антиматерии могло слиться с материей, это привело бы к аннигиляционному взрыву материи и антиматерии, по общей аналогии с тем, что любой источник энергии становится опасным, если его строго не контролировать, и чем больше обеспечиваемая мощность, тем больше риски, связанные с его использование. См. взрыв котла.
2. ↑  В сериале «Звездный путь: Энтерпрайз» (2001–2005) это называлось электроплазменной системой (бэкроним термина «EPS», который использовался во всех других сериалах, кроме оригинального сериала) для обозначения корабля. или энергосистема станции. Конкретные детали этой реакции были официально изложены в сериале «Звездный путь: Следующее поколение» (1987–1994) и в техническом руководстве; в более ранних работах он четко не определен.
3. ↑  В «Звездном пути IV: Путешествие домой» Спок перекристаллизовал разлагающийся дилитий клингонской хищной птицы под воздействием фотонов высокой энергии, генерируемых ядерными реакторами 20-го века, хотя в диалоге указывалось, что не только метод перекристаллизации сам по себе опасен, но и необходимые ядерные реакторы 20-го века больше не использовались в 23-м веке.